# Histoire de l'Iowa
L'Histoire de l'Iowa est marquée par une colonisation européenne à la recherche des richesses du territoire, les gisements de plomb et les terres fertiles qui ont donné de grosses récoltes de céréales, au prix de combats très durs contre les tribus amérindiennes.

## L'époque amérindienne et canadienne

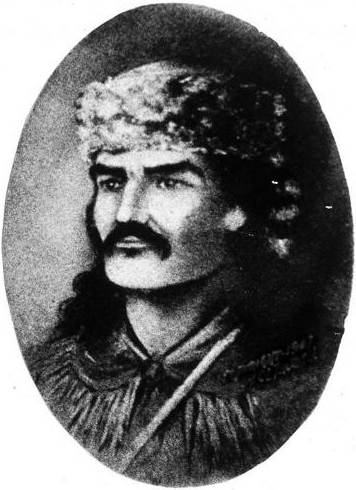
Julien Dubuque.

La région de l'Iowa était peuplée par des groupes amérindiens nombreux et divers, lorsque les explorateurs français Jacques Marquette et Louis Jolliet l’ont parcourue en 1673, les décrivant dans leurs récits de voyages.
La région est riche du commerce du plomb: la plus ancienne ville est Dubuque, un comptoir d'exploitation minière établi par Julien Dubuque, un traitant canadien, lorsqu'il a reçu en 1788 la permission de la tribu indigène des Fox d'exploiter une mine de plomb. Par la suite les Espagnols confirmèrent son droit en lui accordant un terrain en 1796. Le secteur est aussi recherché pour la traite des fourrures par les tribus Sauks et Meskwakis, qui semblent avoir contrôlé les flux commerciaux sur le Mississippi à la fin du XVIIIe siècle et au début du XIXe siècle, aux côtés de René-Robert de La Salle et Paul Marin. Au moins cinq comptoirs français et britanniques auraient été construits avant 1808 le long de la rivière Missouri.

## L'Iowa, l'un des théâtres de la guerre de 1812

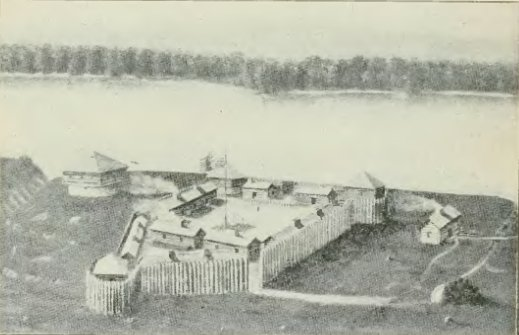
Fort Madison (peinture de 1903).

L'Iowa étant abondants en mines de plomb, il est suivi de très près par les autorités de Washington, qui viennent d'investir dans l'achat de la Louisane. En 1808, le gouvernement fédéral a fondé Fort Belle Fontaine, pour contrôler la navigation sur le Missouri à partir de Saint-Louis, Fort Osage, pour la partie plus à l'ouest, et Fort Madison, dont la garnison a dû se retirer dès 1813, en raison de l’hostilité des tribus indiennes, notamment les Sauks et les Winnebagos, qui nouent des alliances avec les Britanniques. Lors de la Guerre anglo-américaine de 1812, le fort est assiégé par les Anglais et les troupes du chef Black Hawk ; il tombe en 1813,.

## Les déplacements des tribus amérindiennes

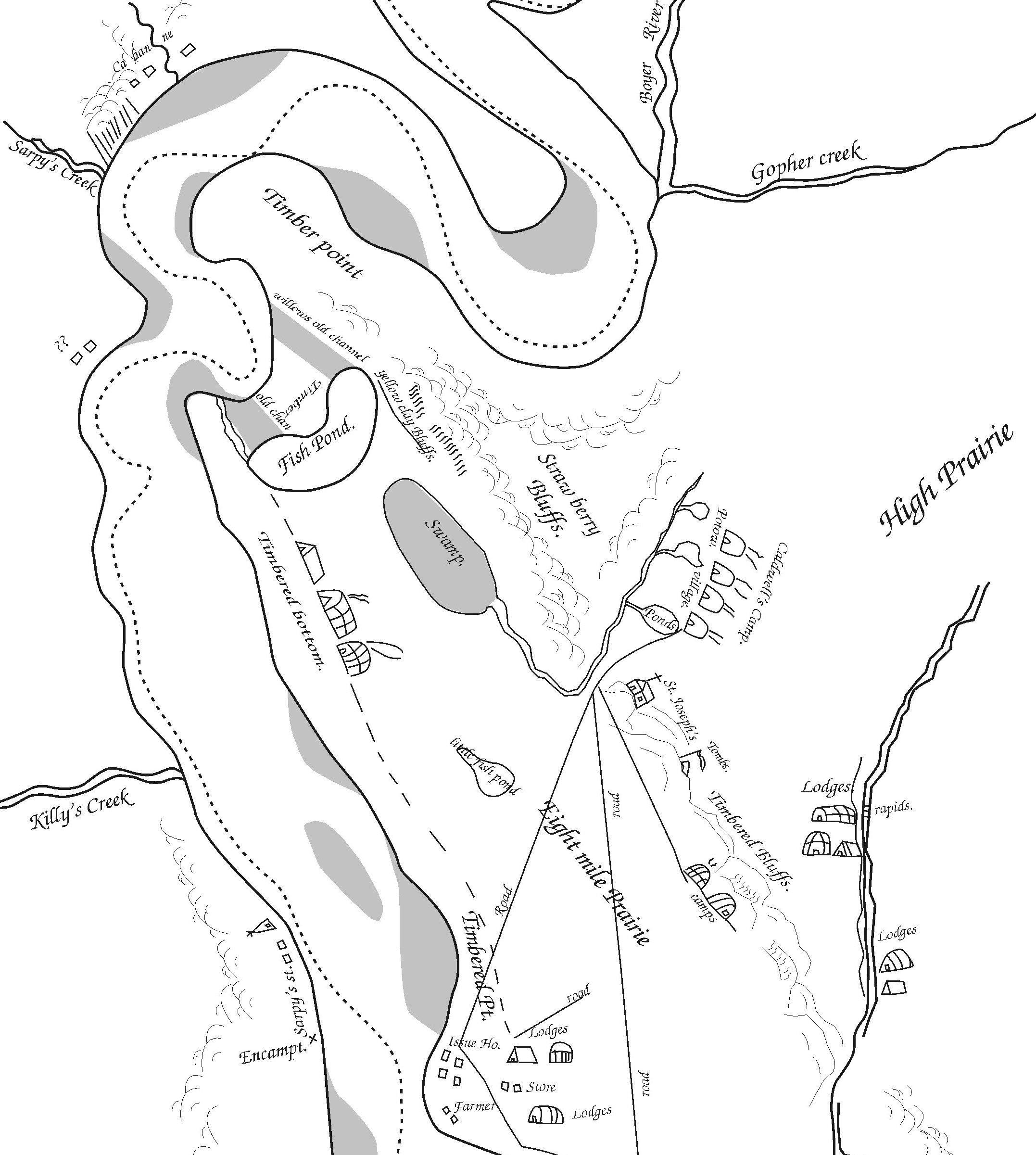
La carte de Pierre-Jean De Smet du secteur de Council Bluffs de 1839, montrant un village et un établissement américain proche.

La colonisation ne commença réellement qu'en 1833, après la cession du territoire aux États-Unis par les tribus amérindiennes, via un traité qui mit fin à la Guerre de Black Hawk de 1832, au cours de laquelle les américains eurent pour allié Keokuk, l'un des chefs de la nation des Sauks. En avril 1832, plusieurs tribus traversent le Mississippi vers les terres de l'Illinois dont ils avaient été chassés par un vieux traité de 1804, passé entre William Henry Harrison et le chef des Sauks Quashquame (en). S'ensuit la brève Guerre de Black Hawk, de mai à août, remportée par les États-Unis, au cours de laquelle la majorité de la tribu des Sauks décide de suivre Keokuk, soit environ 800 Sauks. Le résultat est que les colons américains, pourtant pas plus nombreux qu'une quarantaine, chassent les tribus Sauks et Meskwakis de la vallée du Mississippi après 1832. L'ouest du territoire, autour de Council Bluffs, a été utilisé comme halte par des tribus déplacées vers l'ouest, comme les Potawatomis. Fin 1837, Nesswawke, chef d'une tribu de 150 indiens Potawatomis, refoulés de Rivière Wabash, dans l'Indiana, appelle à l'aide la Mission jésuite de Kickapoo dirigée par le prêtre belge Christian Hoecken, qui fonde alors la Mission jésuite Saint-Joseph de Council Bluffs. Malgré leur présence, les tribus Sauks et Meskwakis seront aussi chassées de la vallée de la rivière Iowa en 1843, et de l’État en 1846. Les Ho-Chunk sont à leur tour expulsés de l’Iowa en 1850, et les Dakotas à la fin des années 1850.

## La création du territoire en 1838

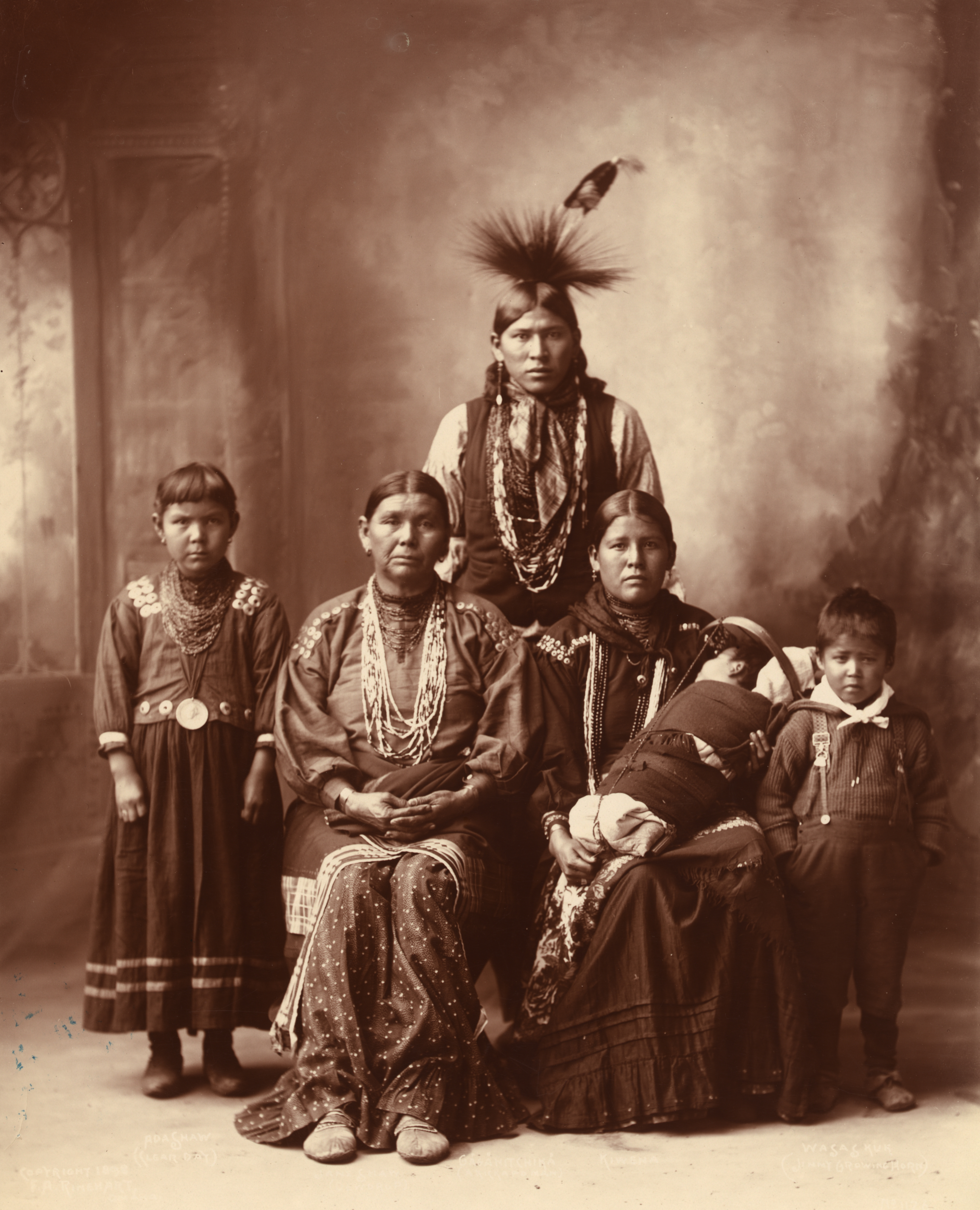
Famille de Sauks photographiée par Frank Rinehart en 1899.

Les terres de l'actuel état de l'Iowa appartenaient à l'origine au très vaste "Territoire de l'Indiana", créé en 1800. Cet ensemble hétéroclite a perdu en 1809 son flanc occidental, devenu Territoire de l'Illinois, lui-même rebaptisé en 1818 Territoire du Michigan, lorsqu'il perd cette fois l'Illinois, devenu un État. La population de l'Iowa, alors essentiellement constituée par les tribus d'indiens Sauks, ne permet pas encore de créer un État,
Au milieu des années 1830, le Michigan se prépare à son tour à devenir un État. On créé donc avec l'autre partie, au nord-ouest, un Territoire du Wisconsin, qui s'étend sur la totalité des États actuels du Wisconsin, du Minnesota et de l'Iowa, ainsi que sur une partie du Dakota, jusqu'au Missouri. Deux ans plus tard, en 1838, le Territoire de l'Iowa fut constitué sur le flanc sud. La ville de Burlington, située à l'angle Sud-Est. de l'État, sur la rive du Mississippi, ne devint chef-lieu du nouveau Territoire que pendant une petite année. En 1839, Iowa City, ville principale de la grande vallée de la rivière Iowa lui succède. En 1840, deux ans après sa création, le Territoire de l'Iowa n'avait toujours que 42 000 habitants.

## L'arrivée des "Icariens" à Corning

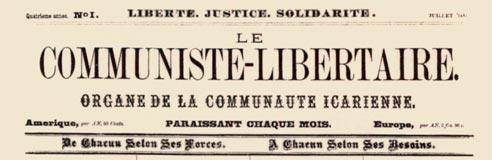
Juillet 1881, Le Communiste-Libertaire, « Organe de la Communauté icarienne », qui fait suite à La Jeune Icarie édité depuis le 1er mai 1878.

La ville de Corning (Iowa) a été établie par lds Icariens français venus de l'Illinois en 1852. Les disciples d'Étienne Cabet sont partis de France en 1848. Ils sont venus à «Icaria» (Texas), puis à Nauvoo (Illinois) en 1849, avant de venir s'installer dans la région de Corning. Le plus grand groupe de colons est arrivé en 1858 avec l'intention de vivre à la mode communautaire s'accordant aux idéaux utopiques du livre de Cabet Voyage en Icarie. C'est dans cette cité que les Icariens sont restés le plus longtemps aux États-Unis, demeurant jusqu'en 1898.
J.-B. Gérard, qui venait de prendre la suite de Étienne Cabet à Nauvoo (Illinois), décide en 1857 d’installer la communauté à Corning, près de Nodaway, à la tête de 240 colons. Certains décident alors de retourner en France, d’autre de rester à Nauvoo (Illinois) en abandonnant la communauté, et d’autres encore suivent Gérard. En 1863, la communauté icarienne de Corning n’est plus composée que de soixante personnes, mais sa prospérité et sa bonne productivité attirent de nombreux nouveaux et anciens colons.

## La création de l'État en 1846
Seulement huit ans après avoir été constitué en territoire autonome, l’Iowa a intégré l’Union le 28 décembre 1846, en tant que 29e État américain, à ses dimensions actuelles. Des Moines (Iowa) est devenue la capitale de l'État en 1857, le rôle ayant été tenu au cours des 19 années précédentes par Iowa City, sur la rivière Iowa. Initialement baptisé Fort Raccoon, puis Fort Des Moines, la future capitale n'a accueilli ses premiers colons qu'en 1845 et obtenu ses premières rues sont pavées qu'en 1847, avant d'être intégrée à l'État de l'Iowa en 1853, quatre ans avant d'en devenir le chef-lieu. Une constitution locale est ratifiée en 1857, conférant le pouvoir à un gouverneur élu pour deux ans au suffrage direct. L'État est alors divisé en 99 comtés. Lors de l'élection présidentielle de 1856, il fait partie des trois nouveaux états, avec le Minnesota et le Wisconsin, dont la population, agricole et industrielle, vote avec la Nouvelle-Angleterre pour le candidat républicain Fremont, contre le sud esclavagiste.

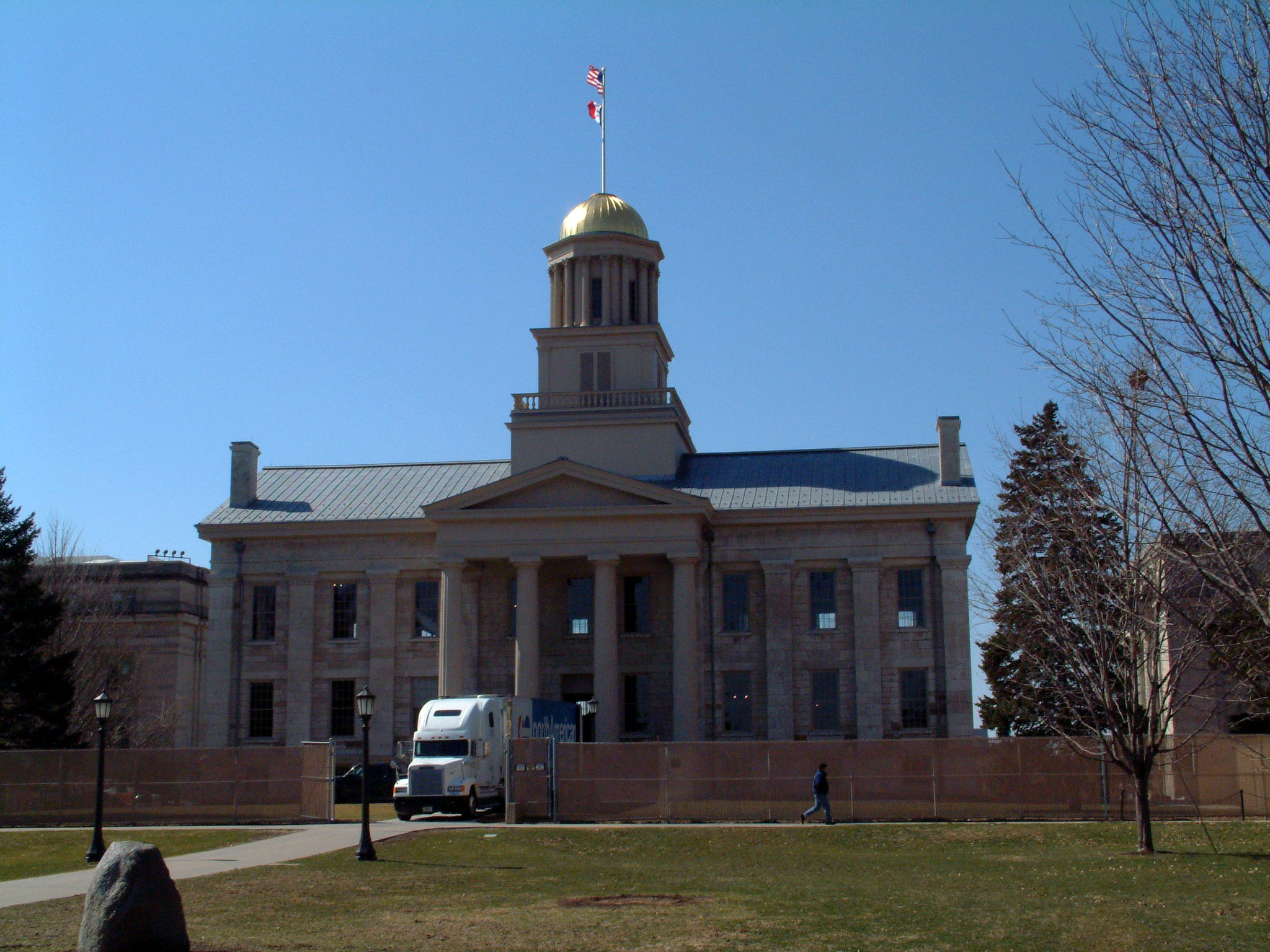
L’ancien capitole de l’État, à Iowa City.
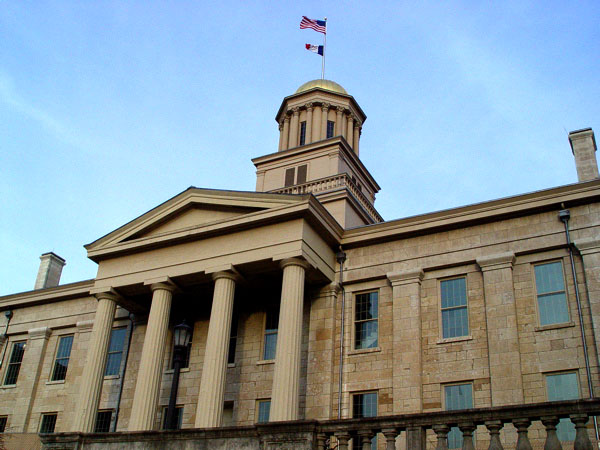
La façade de l’ancien capitole.

## La colonisation de la seconde partie duXIXesiècle

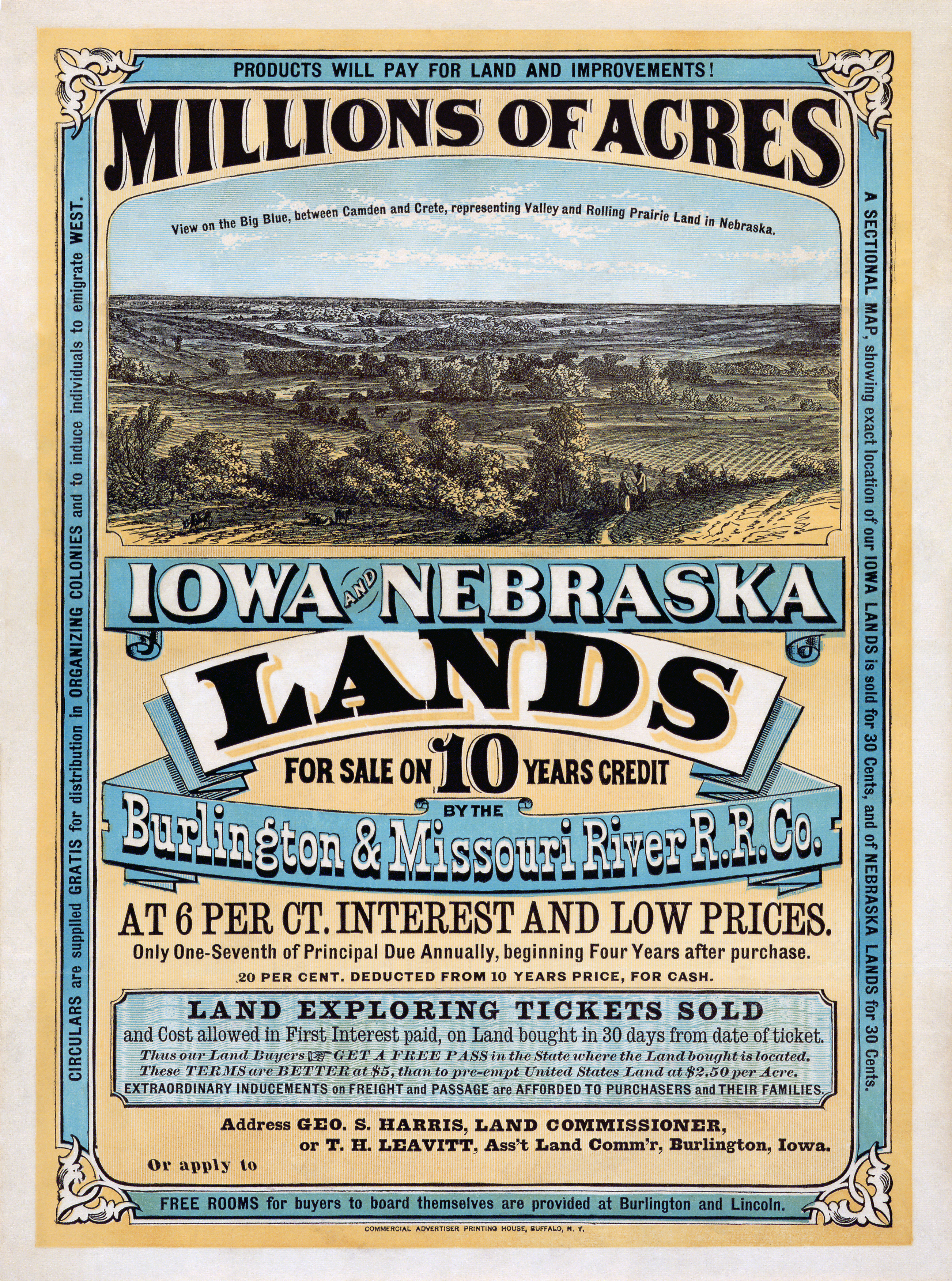
Publicité pour des terres le long de la "Burlington and Missouri River Railroad", en 1872.

La colonisation américaine de la côte est du Mississippi, les maladies qui en découlent, et les déplacements forcés de tribus amérindiennes ont désorganisé leurs systèmes économiques et culturels. Le territoire est encore mal connu des colons européens. Joseph Nicollet, un mathématicien et géographe français qui cartographie le haut-bassin du Mississippi, pour la logistique de l'armée américaine qui l'emploie. En avril 1839, le bateau à vapeur Steamboat Pirate, venu le ravitailler, fait naufrage. La croissance démographique de la population américaine n’a cependant vraiment commencé qu’à partir de la seconde moitié du XIXe siècle, période au cours de laquelle les villes se sont développées (Dubuque, Davenport, Burlington). En 1850, le jeune état compte déjà 192214 habitants, sa population a quintuplé en une décennie.

## La guerre de Sécession
Fortement opposé à l’esclavagisme, l’Iowa a soutenu le Nord pendant la guerre de Sécession, au cours de laquelle 75 000 de ses habitants ont été enrôlés. Enrôlés dans l'Armée du Potomoc en Virginie du général Philip Sheridan, dans la vallée de la Shenandoah, ils ont notamment participé à de nombreuses batailles de cette guerre, comme la bataille de Wilson's Creek (Missouri), la bataille de Pea Ridge (Arkansas), la bataille de Fort Henry, la bataille de Fort Donelson, la bataille de Shiloh, la bataille de Chattanooga, la bataille de Chickamauga, la bataille de Missionary Ridge, la bataille de Rossville Gap, ou encore la bataille de Vicksburg.

## L'ère des chemins de fer, des foires et de la grande agriculture

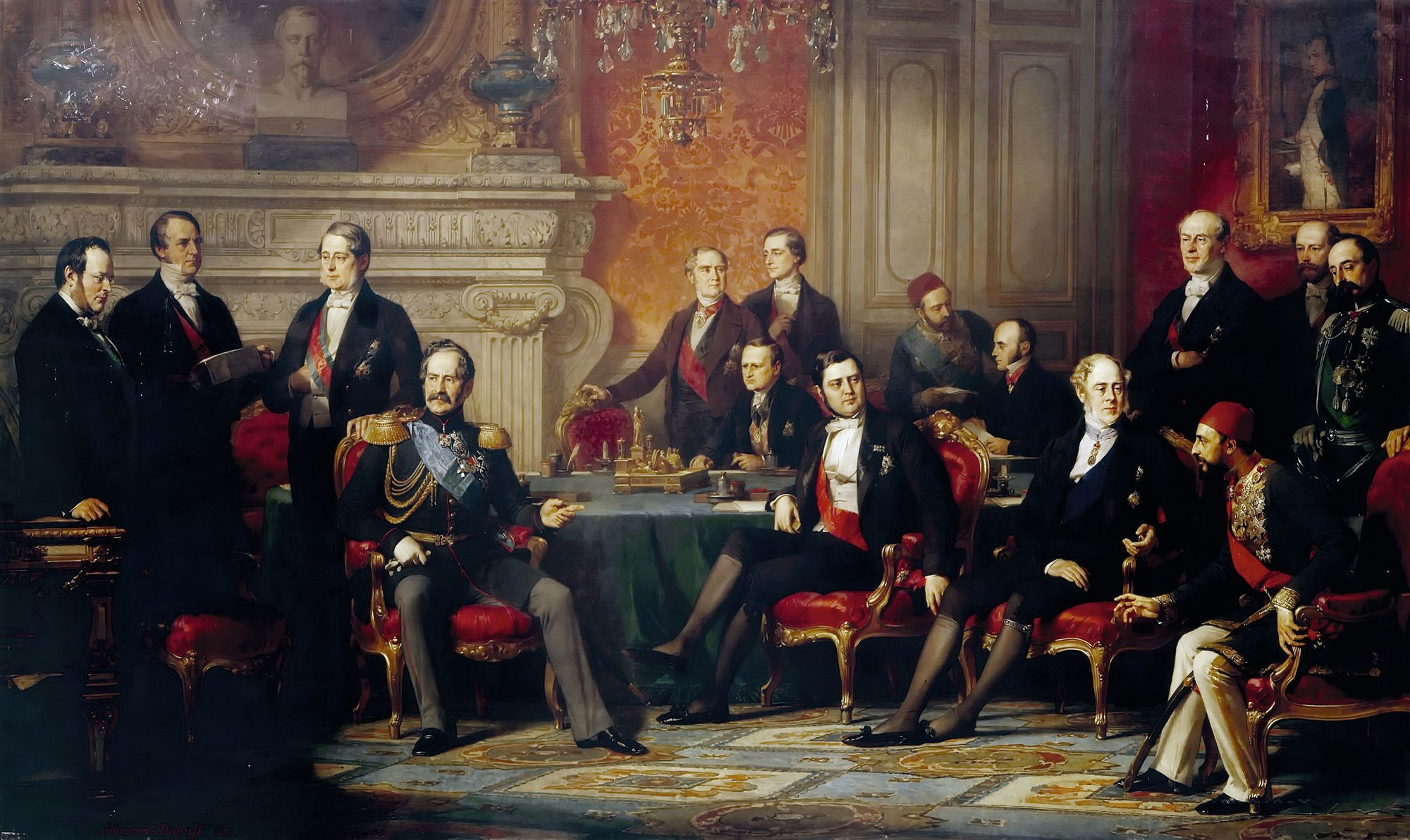
Le Congrès de Paris de février et mars 1856 met fin à deux ans de guerre de Crimée, qui ont fait monter le prix des céréales.

Le développement de l’État s’est accéléré avec la construction des chemins de fer, l’Iowa devenant rapidement une riche région agricole, avec un peuplement avant tout rural mais bénéficiant de solides infrastructures. L’introduction des chemins de fer dans les années 1850 et 1860 a rapidement transformé les structures de production. La carte du réseau ferroviaire en 1860 montre un développement spectaculaire au sud-ouest des Grands Lacs, permettant le "stockage roulant" des grains sur les voies ferrées. La taille des fermes grandit, les capacités d'exportation augmentent, au moment où l'Europe est privée des blés russes et ukrainiens par la Guerre de Crimée de la période de 1854 à 1856.
L’Iowa a une longue tradition de foires d’État et de comtés. Les deux premières, à partir de 1854, ont lieu dans l'est de l’État, la région la plus développée, près de Fairfield. Par la suite, la foire est déplacée au centre de l'Iowa et s'installe définitivement à Des Moines en 1886. Elle se tient chaque année sauf en 1898, en raison de la Guerre hispano-américaine et de l’Exposition internationale d'Omaha dans le Nebraska. Elle est également suspendue durant la Seconde Guerre mondiale, de 1942 à 1945.

## Le "géant du grain" Cargill naît dans une ville-champignon

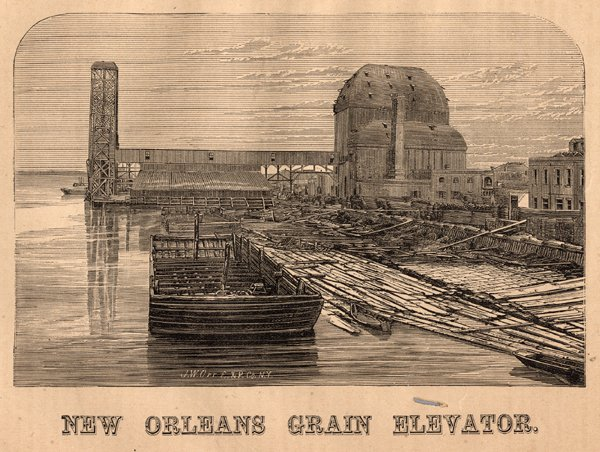
Silo à grains à La Nouvelle-Orléans en 1873. Ce port international, au débouché des Grandes Plaines, est mis en concurrence par Cargill, installé dans l'Iowa, avec celui de New York.

Vers la fin de la guerre de Sécession américaine, les chemins de fer se développent sur des prairies récemment occupées par de nouveaux habitants, en vue de relier la vallée du Mississippi à la côte du Pacifique. Will Cargill, fils de fermier américain de souche écossaise, quitte son Wisconsin natal pour s'installer à Conover (Iowa), dans l'Iowa. Jusqu'à l'automne 1864, Conover s'étend sur de vastes terres de pâturages. Mais lorsque la nouvelle du passage du chemin de fer dans le village est annoncée, celui-ci se développe rapidement sur les terres agricoles. Un an plus tard, Conover est une ville champignon, comprenant plus de 200 commerces de produits frais et environ 32 bars.
Will Cargill  rachète un entrepôt sans étages à la fin du chemin de fer McGregor & Western, où il réceptionne et stocke des céréales en vue de les revendre. Deux ans plus tard, ses frères le rejoignent. Ils construisent ensemble un deuxième entrepôt ainsi qu'une scierie dans les environs de Lime Springs dans l'Iowa. C'est le début d'une aventure qui en fera la première société de négoce du monde. L'année suivante, son frère Sam s'associa à lui pour former la société par actions W.W. Cargill et frères. Très vite, la firme s'installa aussi à Minneapolis et dans le Wisconsin, sur les nœuds ferroviaires, pour accompagner la croissance du chemin de fer, dont les lignes reliant les deux océans sont lancées juste après la guerre de Sécession. Le Midwest américain se couvrit d’un 
réseau de silos. La seconde révolution industrielle et ses innovations technologiques permettent aux États-Unis de produire du blé à moindre coût. La société déménagea en 1875 à La Crosse, dans le Wisconsin, un nouveau nœud ferroviaire, rejointe par un troisième frère, James. Will Cargill suivit ensuite l'expansion du système ferroviaire dans les grandes prairies gagnées par la Conquête de l'Ouest.

## L'immigration suédoise et allemande de la fin duXIXesiècle

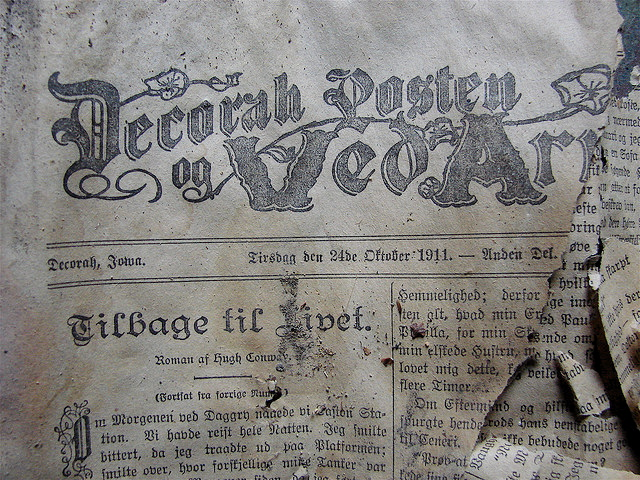
"Une" du journal scandinave Decorah-Posten, en 1911.

Le jeune État, qui compte de nombreuses terres fertiles sur La Frontière, autorise les fermiers à clore leurs champs par des barbelés et organise des campagnes destinées à attirer des colons et des investisseurs. Les colonies Amana fondées par des allemands attachés au piétisme s'installent dans l'Iowa, en 1855, après un premier passage par Buffalo et un départ d'Allemagne en 1843. L'immigration scandinave en Iowa devient aussi très forte dans les années 1850 puis accélère jusqu'aux années 1890. Ils sont 611 en 1850, 781 en 1860, 31177 en 1870, 46446 en 1880, et 72873 en 1890. La population de l’Iowa a ainsi continué de croître de façon spectaculaire, passant de 674 913 habitants en 1860 à 1 194 020 en 1870.
La "Nouvelle Suède" est créée dès 1845 par Peter Cassel (1790- 1857) et Burlington, autre ville suédoise, en 1846. les implantations des années 1860 s'effectuant plutôt dans la partie centrale de l'État.
C'est dans l'Iowa qu'est fondé en 1874 le Decorah Posten, édité par Brynild Anundsen, né à Skien en Norvège. Son origine remonte à la création à La Crosse, dans le Wisconsin, en 1866, du premier magazine littéraire entièrement en norvégien, le Ved Arnen. Les immigrants venus de Scandinavie plébiscitent la publication du Decorah Posten et Brynild Anundsen, malgré une personnalité généreuse, prend garde à éviter soigneusement les controverses politiques et religieuses qui ont fragilisé d'autres journaux, se préoccupant surtout d'étendre la distribution de son journal à l'est.

## L'Iowa aux avant-postes de la crise des années 1930

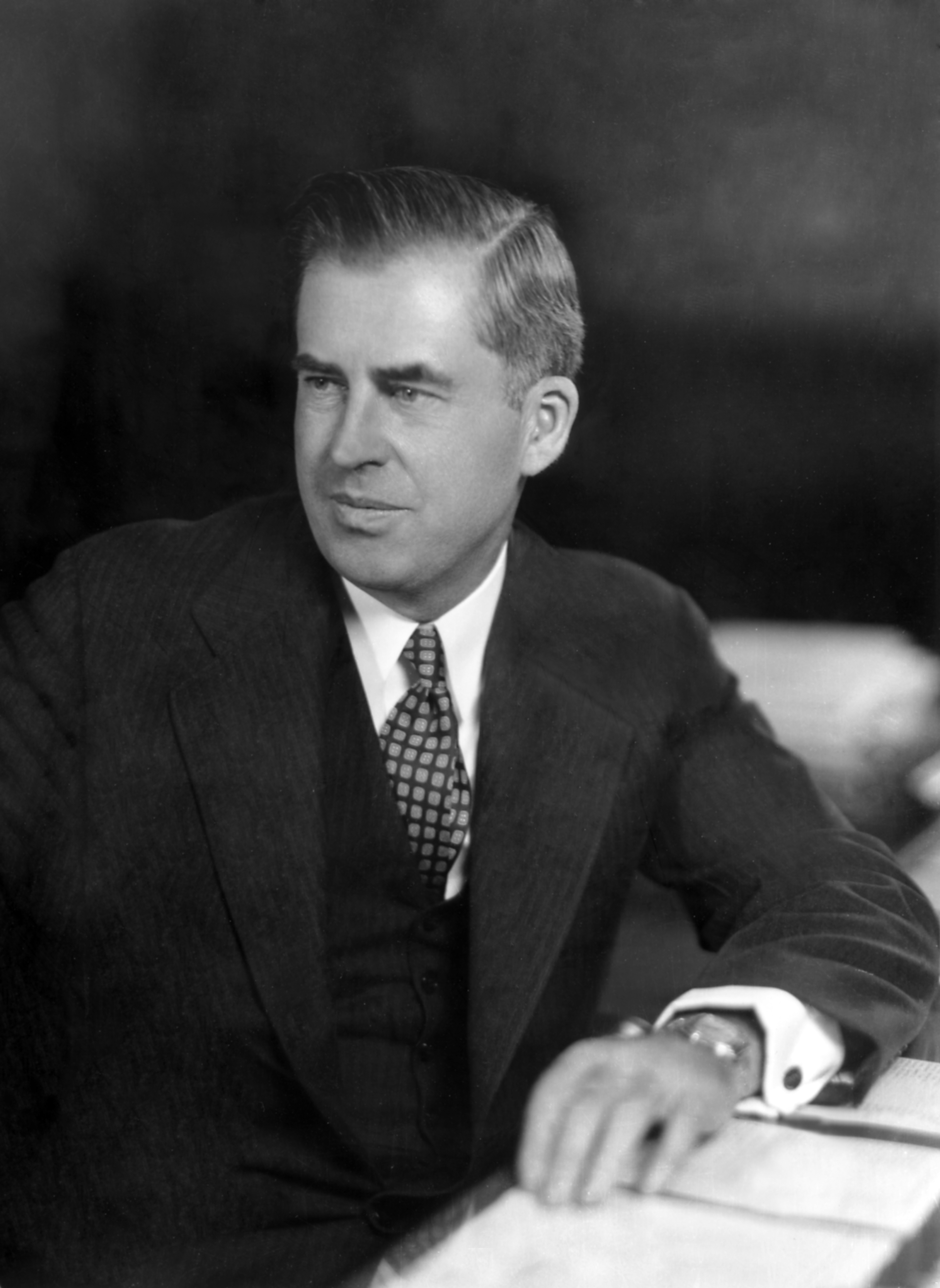
Henry Wallace, réformateur et figure des milieux agricoles de l'Iowa sera vice-président des États-Unis.

Durement frappée par la crise des années trente, l’économie de l’État ne retrouvera la prospérité que lors de la Seconde Guerre mondiale. Après la crise de 1929, les prix du porc et des céréales s'effondrent. Les fermiers de l'Iowa forment la Farmers Holiday Association. très implantée dans les alentours Sioux City, qui organise la rétention des produits agricoles dans l'espoir de faire remonter les prix, mais il faudra attendre 1933 pour que le président américain Franklin Delano Roosevelt organise le New Deal. Henry Wallace, un homme de l'Iowa, en sera un pilier. Il est envoyé à Washington où il devient secrétaire à l'Agriculture entre 1933 et 1940 et surtout le principal architecte des programmes de soutien aux producteurs agricoles. Henry Wallace avait pris la direction de la revue de son père, le Farm Progress, de 1924 à 1929 et encouragé les semences de maïs hybrides F1, qui joueront un rôle clé dans la croissance de l'industrie semencière, même si les agriculteurs sont aussi fragilisés par ces semences qu'ils doivent racheter chaque année. Il estimait que la prospérité de l'agriculture n'était possible qu'en régulant le niveau de production, principe qui a été retenu dans les lois fédérales de 1933. Plus tard, il sera élu Vice-président des États-Unis en janvier 1941, succédant à John Nance Garner, lorsque Franklin Roosevelt sera élu président pour la troisième fois d'affilée. En 1993, la région sera déclarée zone sinistrée après les crues dévastatrices du Mississippi et du Missouri.